# Kira Matsutani
 (juin 2025).
Kira Matsutani (松谷 綺, Matsutani Kira), née le 1er juin 2003 à Nerima, est une kickboxeuse japonaise. En février 2025, elle s'empare du titre de championne des poids atome de le K-1.

## Palmarès

### Kick-boxing
- Krush
  - Krush Women's Atomweight Champion[3]

- K-1
  - K-1 Women's Atomweight (-45kg) Champion